# Mövenpick
Mövenpick är en schweizisk företagsgrupp, noterad på Zürichbörsen, med huvudsaklig verksamhet inom hotell, restauranger, livsmedel och vin. Varumärket användes första gången när grundaren Ueli Prager år 1948 startade den första Mövenpick-restaurangen i Zürich. Rättigheterna till glassmärket Mövenpick ägs sedan 2003 av livsmedelskoncernen Nestlé.